# Дубраве (Јајце)
Дубраве је насељено место у Босни и Херцеговини у општини Јајце. Административно припада Федерацији Босне и Херцеговине, односно њеном Средњобосанском кантону. Према попису становништва из 2013. у насељу је било 5 становника, а већинску популацију у насељу чинили су Срби.

## Становништво
По последњем службеном попису становништва из 2013. године у насељу Дубраве живело је свега 5 становника, а село је било етнички хомогено са већинском српском популацијом.
| Националност | 2013. | 1991.       | 1981.       | 1971.        |
| Бошњаци      | —     | 0           | 0           | 20 (15,27%)  |
| Хрвати       | —     | 0           | 0           | 0            |
| Срби         | —     | 84 (100,0%) | 97 (100,0%) | 110 (83,97%) |
| остали       | —     | 0           | 0           | 1 (0,76%)    |
| Укупно       | 5     | 84          | 97          | 131          |